# Ханзейски кръст
Ханзайски кръст (на немски: Hanseatenkreuz) е военна награда, кръст на Германската империя, съществувал в 3-те ханзайски града-държава - Бремен, Хамбург и Любек по време на Първата световна война. Всеки от градовете създава своя версия на кръст, но външният и основният му вид на присъждане остава еднакъв.
Учреден е в съответствие с общото споразумение на сенатите на 3-те града. Всеки сенат ратифицира решението за своята награда на различна дата: Любек - 21 август, Хамбург и Бремен - 10 септември / 14 септември 1915 г.

## Известни носители
Бремен
- Манфред фон Рихтхофен

Хамбург
- Вернер фон Фрич
- Феликс фон Ботмер
- Карл фон Бюлов
- Курт Шмит
- Лутар фон Арно де ла Перер
- Макс Имелман
- Паул Лудвиг Евалд фон Клайст

Любек
- Манфред фон Рихтхофен

## Кръстове и пластинки
- Ханзейски кръст на Бремен
- Ханзейски кръст на Хамбург
- Ханзейски кръст на Любек